# جيسبر غارنيل
جيسبر غارنيل (بالدنماركية: Jesper Garnell)‏ (مواليد 22 أبريل 1958) هو ملاكم دنماركي، مثّل بلاده في الألعاب الأولمبية الصيفية 1980.

## روابط خارجية
جيسبر غارنيل على موقع أوليمبيديا (الإنجليزية)